# Martyria
Martyria – miesięcznik katolicki wydawany przez kurię diecezji ełckiej. 
Pierwszy numer ukazał się na Wielkanoc 1990 roku jako biuletyn parafii świętego Wojciecha w Ełku. W 1991 roku wydawcą czasopisma został Wikariat Biskupi w Ełku. Po utworzeniu w marcu 1992 roku diecezji ełckiej miesięcznik stał się pismem diecezjalnym. Funkcję redaktora naczelnego pełnił ks. Roman Szewczyk. We wrześniu 1992 redaktorem naczelnym został mianowany ks. Marian Szczęsny. 
W czerwcu 1999 roku, z okazji wizyty papieża Jana Pawła II w diecezji ełckiej ukazał się numer specjalny miesięcznika. Od 2004 pismo organizuje coroczny konkurs poetycki.